# Triade (biologia)
Nel tessuto muscolare, la triade è una struttura formata da un tubulo T circondato a destra e sinistra dalle cisterne del reticolo sarcoplasmatico.
Questa disposizione facilita l'immediato approvvigionamento di ioni calcio indispensabili per portare avanti la contrazione muscolare.